# Ябалаковский сельсовет
Ябалаковский сельсовет  — муниципальное образование в Илишевском районе Башкортостана.

## История
Согласно «Закону о границах, статусе и административных центрах муниципальных образований в Республике Башкортостан» имеет статус сельского поселения.

## Население
| 2002  | 2009  | 2010  | 2012  | 2013  | 2014  | 2015  |
| ----- | ----- | ----- | ----- | ----- | ----- | ----- |
| 1556  | ↘1529 | ↘1435 | ↘1403 | ↘1350 | ↘1315 | ↘1260 |
| 2016  | 2017  | 2018  |       |       |       |       |
| ↘1237 | ↘1195 | ↘1169 |       |       |       |       |

## Состав сельского поселения
| № | Населённый пункт | Тип населённого пункта       | Население |
| - | ---------------- | ---------------------------- | --------- |
| 1 | Ябалаково        | село, административный центр | ↘359      |
| 2 | Старотатышево    | село                         | ↘451      |
| 3 | Илишево          | деревня                      | ↘409      |
| 4 | Верхнее Юлдашево | деревня                      | ↘216      |